# یواس‌اس جیمز ریور (اس‌پی-۸۶۱)
یواس‌اس جیمز ریور (اس‌پی-۸۶۱) (به انگلیسی: USS James River (SP-861)) یک کشتی بود که طول آن ۵۸ فوت (۱۸ متر) بود.